# Синицын, Максим Екимович
Максим Екимович (Якимович) Сини́цын (Синицин) (1864, Режице, Виленская губерния — 1934, Ленинград) — российский библиофил, собиратель русского искусства.

## Биография
Родился в Режице, в семье печника. Был трудолюбивым и способным и вскоре, освоил профессию каменщика. В 1890-х годах он уже стал крупным подрядчиком, преимущественно на железных дорогах. Свою деятельность Синицын перенёс, сначала — в Царское Село, а позднее — в Петербург и Москву. В Москве он участвовал в постройке Почтамта на Мясницкой улице, в Петербурге — дома Купеческого банка на Невском и музей МПС на Садовой, 50 (ныне — Музей железнодорожного транспорта).
С 1890 года Синицын стал собирать иконы и предметы церковной старины: древние иконы новгородского письма украшали иконостас его домашней моленной на Вокзальной улице. По его заказу ученик Репина, художник К. А. Вещилов в 1910 году написал картину «Протопоп Аввакум».
В 1892 году Синицын стал собирать книги. Был действительным членом Кружка любителей русских изящных изданий.
Старообрядец поморского согласия. С 1901 года Синицын принимал активное участие в делах Режицкой кладбищенской общины, а в 1906 году стал её председателем. В 1915 году издал свой труд: «В защиту старой веры. Старообрядческий вопрос в освещении периодической печати 1905—1910 гг.». — 655 с.
В связи с военными событиями в 1914 года окончательно перебрался в Санкт-Петербург, где впоследствии скончался в 1934 году. Похоронен на Волковском кладбище.
Уникальное книжное собрание частично сгорело, частично погибло во время наводнения в Ленинграде (1924); остатки были проданы через «Международную книгу» в 1928 году.